# Historia Mezoameryki
Historia Mezoameryki

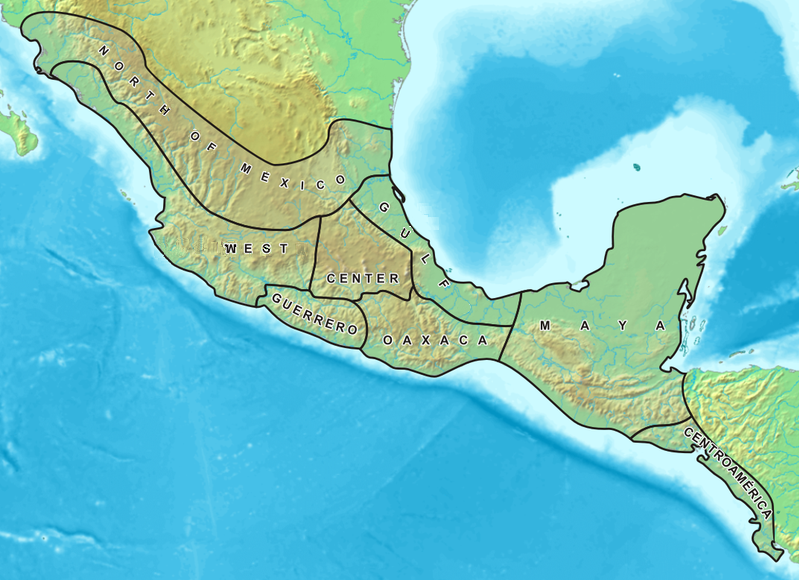
Mezoameryka

Naukowcy badający historię kultur prekolumbijskich Mezoameryki ustalili podział dziejów regionu na pięć okresów. W związku z niewielką liczbą zachowanych tekstów źródłowych i dowodów archeologicznych, a także ze względu na ogromny obszar i znaczne odległości między kulturami, poszczególne okresy należy traktować jedynie orientacyjnie. W poniższym szkicu przyjęto taki właśnie podział.
Na terenach współczesnego Meksyku istniało kilka cywilizacji prekolumbijskich, m.in. Olmekowie, Zapotekowie, Majowie, Toltekowie i najbardziej znani – Aztekowie. Ci ostatni stworzyli potężne imperium ze stolicą w Tenochtitlán (czyt. tenocztitlan), położoną w miejscu obecnego miasta Meksyk. Państwo Azteków istniało od ok. połowy XIII w. do początków XVI w. i obejmowało w szczytowym okresie potęgi znaczną część tzw. Mezoameryki. Cywilizacja i imperium Azteków zostały zniszczone przez hiszpańskich konkwistadorów pod wodzą Hernána Cortésa w latach 1519–1525.
Przyczyn upadku cywilizacji mezoamerykańskich jest wiele. Na pierwszym miejscu wymienia się zazwyczaj przewagę technologiczną hiszpańskich najeźdźców (broń palna) oraz traktowanie przybyszów jak wysłańców bogów, co osłabiało wolę oporu. Jednak właściwą przyczyną były niedostatki rozwoju cywilizacyjnego, gdzie na pierwszym miejscu należy wymienić niewynalezienie koła, co wiązało się z brakiem w Ameryce zwierząt pociągowych i wierzchowych, jak koń i wielbłąd, które wymarły mniej więcej w czasie przybycia pierwszych ludzi na kontynent amerykański. Ponadto imperium Azteków obejmowało wiele ludów podbitych, które wcale nie chciały walczyć za Montezumę, a wręcz przeciwnie, sprzymierzyli się z najeźdźcami przeciwko Aztekom. Po stronie konkwistadorów, poza kilkuset Hiszpanami walczyło wiele tysięcy Indian.

## Okres paleoindiański
(od przybycia ludzi do 8 000 lat p.n.e.)

### Przybycie człowieka
Brak świadectw archeologicznych uniemożliwia jednoznaczne stwierdzenie, którędy i kiedy pierwsi ludzie dotarli na teren Ameryki. Zazwyczaj przyjmuje się, że pierwsi ludzie dotarli do Ameryki Północnej przez most lądowy Beringa ok. 13 500 - 11 000 lat temu. Najstarszych niezbitych dowodów działalności człowieka dostarczają prymitywne narzędzia łowieckie odkryte w dolinie rzeki La Vegas (stanowisko Tule Springs) datowane na 28 000 lat narzędzia oraz groty włóczni tzw. Kultury Clovis datowanej na 13 500 - 12 900 lat temu. Paleonindianie wędrowali przez wolny od lodów most Beringii, a następnie jedną z dwóch dróg na południe: wąskim pasem lądu na wybrzeżu Pacyfiku lub wąskim korytarzem doliny rzeki Yukon pomiędzy masami lodowców na zachód i na wschód od niej, zwanymi odpowiednio Cordilleran Ice Sheet i Laurentide Ice Sheet. Po dotarciu do południowej Alberty drogi poszczególnych grup wędrowców rozdzielały się w poszukiwaniu najdogodniejszych miejsc do osiedlenia się.
Poza Indianami w Ameryce północnej mieszkali też Inuici, którzy mogli przybyć lądem lub częściowo lądem, a częściowo kajakami płynąc od wyspy do wyspy lub wzdłuż lądu, podobnie jak później część mieszkańców Polinezji.
Przypuszcza się, że do Zatoki Meksykańskiej pierwsi Paleoindianie dotarli w 350-500 lat od opuszczenia wschodniej Syberii. Jak dowodzą znaleziska archeologiczne Kultury Folsom 10 000 lat temu mieszkańcy Mezoameryki byli nomadami – łowcami i zbieraczami.

## Okres archaiczny (formatywny)
(9 000 lat p.n.e. do 2 000 lat p.n.e.)
Początki osadnictwa, pierwsze społeczności osiadłe i powstanie rolnictwa, a w związku z tym także gwałtowny przyrost populacji obu Ameryk. Pod koniec tego okresu pojawiają się pierwsze przykłady użycia ceramiki. Początki upraw kukurydzy – według archeologa Richarda S. MacNeisha pierwszym miejscem uprawy tego "zboża Ameryki" była Dolina Tehuacán. MacNeish doszedł do takiego wniosku po znalezieniu w jaskini Coxcatlan około 10 tysięcy kolb traw teosinte z rodzaju Zea, którego taksonem jest dziś uprawiana kukurydza.
W ostatnich latach ponownie przebadano szczątki odnalezione w jaskini Coxcatlan, badania te wykazały, że pochodzą one z przedziału czasowego 33 448–28 279 BP. Wyniki te mogą być archeologicznym dowodem zaprzeczającym teorii zwanej „Barierą Clovis”.

## Okres preklasyczny

### Wczesny
Zwany również niższym, datowany na 1500 - 1000 p.n.e. Powstanie pierwszych zorganizowanych osad na całym obszarze Ameryki Środkowej. Powstanie mitologii, kształtowanie się kultów religijnych. Rozwój wytwórczości dóbr materialnych (ceramika, obróbka krzemieni, obsydianu, kamieni szlachetnych i jadeitu) oraz najstarsze dowody na istnienie wymiany handlowej między poszczególnymi osadami, czasami na wielkich dystansach.
Powstanie, rozwój i upadek mało znanych kultur La Blanca, Ujuxte i Monte Alto, początki astronomii i astrologii.

### Środkowy
Datowany na 1000-600 p.n.e. Gwałtowna stratyfikacja społeczna kultur Mezoameryki, wyodrębnienie się klas wyższych (w tym klasy kapłanów). Powstanie pierwszych miast z kamiennymi świątyniami oraz organizacji politycznej i struktury władzy. Na terenie południowego Meksyku w dzisiejszym stanie Veracruz rozwija się cywilizacja Olmeków, którzy pierwsi znaleźli zastosowanie dla kauczuku pozyskiwanego z zawierającej lateks żywicy drzew Castilla elastica.
Wynalazek rachunku, pisma obrazkowego i kalendarza. Olmekowie (podobnie jak później Majowie) używali trzech kalendarzy równolegle, przy czym zapis prowadzony był według zwykłego kalendarza solarnego (365 dni) i kalendarza rytualnego (260 dni) opartego na obiegu planety Wenus. Kalendarz trzeci, tzw. długa rachuba służył do pomiaru dłuższych niż rok odcinków czasu. Olmekowie są budowniczymi pierwszych piramid ziemnych, boisk do rytualnej gry w piłkę, sprowadzają materiały z odległości kilkuset km (bazalt, obsydian, jadeit).
Zaawansowane uprawy tytoniu, agawy, fasoli, hodowla drobiu.

#### Teotihuacán
W okresie tym powstaje kultura Teotihuacán, która dzielona jest na cztery okresy archeologiczne:
- Teotihuacán I Tzacualli (600 r. p.n.e. - 200 r. p.n.e.) – okres kultury będącej pod wpływem ośrodków Cholula, El Tapalcate, Calchicomula. Występuje ceramika o charakterystycznej polichromii negatywnej, okres wznoszenia pierwszych piramid i zasiedlenia Oztoyahualco. Jedynym bogiem znanym z tego okresu jest bóg deszczu, pierwowzór późniejszego Tlaloka.
- Teotihuacán II Miccaotli (200 r. p.n.e. - 250 r. n.e.) – okres którego centrum była Azcapotzalco i jego wpływy sięgały m.in. do Cholula i Morelos. W okresie tym rozwinęły się ośrodki w Tres Zapotes, Monte Alban II-III, Tajin. Powstały freski w Superpuestos, rozwinął się kult Tlaloka i powstała świątynia Quetzalcoatla.
- Teotihuacán III Tlamilolpa-Xolalpan (250 r. - 650 r.) – okres rozkwitu i supremacji kultury nad Doliną Meksykańską, handel z ośrodkami na całym obszarze Mezoameryki.
- Teotihuacán III Ahuizolta-Amantla (650 r. - 900 r.) – okres rozwoju świadomości religijnej, wzrost znaczenia bóstw i rytuałów składania ofiar z ludzi. Powolny upadek miasta i zastąpienie kultury Teotihuacán kulturą toltecką i przeniesienie głównych ośrodków religijnych do Tula.

### Późny
Okres datowany na 600 - 150 p.n.e. Stopniowy upadek cywilizacji Olmeków i rozwój kultury Majów oraz Zapoteków. Ci ostatni stworzyli jedną z trzech wielkich kultur mezoamerykańskich. Najważniejszym ośrodkiem tej kultury było miasto Monte Albán. Pozostałe to: Lambityeco, Dainzu, Mitla, Yagul, San José Mogote i Zaachila.
Rozwój organizmów państwowych, których władcami są kapłani głównych bóstw, budowa coraz większych i coraz wspanialszych piramid schodkowych. Prowadzenie wojen i wypraw zdobywczych, których celem jest wzięcie jak największej liczby jeńców.

## Okres klasyczny

### Wczesny (II - VII wiek)
Teotihuacán (faza III Miccoatli), okres największej świetności Teotihuacánu i jego wpływów w regionie:
w roku 200 powstają Piramida Księżyca i Ciudadela, oddanie tej drugiej uświetnione zabiciem na ołtarzu 200 jeńców (pod koniec wczesnego okresu klasycznego Teotihuacán miał przypuszczalnie od 100 000 do 200 000 mieszkańców).
W Monte Albán zbudowano w tym czasie większość świątyń. W latach 500-900 Monte Albán miało około 24 000 mieszkańców; w okolicach świątyń znajdowało się 170 podziemnych grobowców ozdobionych freskami.
Obszar cywilizacji Majów, wybrzeże Pacyfiku:
majański lud (prawdopodobnie kultury Pipil – stanowisko archeologiczne Santa Lucía Cotzumalhuapa w Gwatemali) wprowadza zawody piłkarskie (Tlachtli), w których drużyna przegrywająca mogła nawet ponieść śmierć.
Obszar cywilizacji Majów, wyżyna:
w roku 400 Kaminaljuyú, wzięte przez Teotihuakanów, staje się miniaturową wersją Teotihuacánu. Wpływy miasta sięgają po Nikaraguę i Kostarykę.
Obszar cywilizacji Majów, Dolina Petèn:
około roku 90 Yax Ehb Xook zakłada dynastię w Tikál.
W 378 roku Siyah K’ak’ prowadzi armię na zachód; Uaxactún poddaje się władcom Tikál.
W 426 (?) K’inich Yax K’uk’ Mo’ zakłada w Copán (Honduras) dynastię, która włada do roku ±585.
Zburzenie wielu miast pod koniec wczesnego okresu klasycznego, być może spowodowane licznymi buntami i lokalnymi wojnami, co miało zapewne związek z suszą, której szczytowy moment nastąpił w roku 585 i/lub z upadkiem Teotihuacánu około roku 600.

### Późny (VII - X wiek)
Późny okres klasyczny trwał w latach 600-900 (na obszarze cywilizacji Majów termin ten odnosi się do lat 800-925). Wiele państw upadło w tym czasie: Monte Albán, Kaminaljuyú, Copán zostały zniszczone i opuszczone.
W okresie lat 600-700 Teotihuacán pada ofiarą pożaru, prawdopodobnie podpalony (wielkie wpływy Teotihuacánu na inne państwa ustały około roku 600. Data pożaru podawana jest różnie przez różnych badaczy).
W roku ±700 założone zostaje Xochicalco (w dzisiejszym stanie Morelos), z pewnością z pomocą Majów. W roku 860 zostaje zbudowana "cytadela" Xochicalco.
Na przestrzeni lat 800-900 ma miejsce pre-toltecka "Faza Corral" w Tula.
W latach 800-1050 przychodzi wielka susza z największym natężeniem w roku 862, co wywołuje szereg wojen lokalnych i takie zniszczenie środowiska, że populacja ludności – zwłaszcza na Półwyspie Yucatán – musi szukać ratunku w ucieczce. Cały region (dzisiejszy departament Petén w Gwatemali) zostaje opuszczony i zapomniany.

## Okres postklasyczny

### Wczesny - X/XI wiek - 1200 n.e.
Rozwój i upadek cywilizacji Tolteków. Toltekowie pojawili się w środkowym Meksyku ok. IX w. n.e. Ich stolicą było miasto Tula (Tollan), położone ok. 80 km na północ od obecnego miasta Meksyk, w stanie Hidalgo. W Tuli istnieją kamienne piramidy schodkowe, zwieńczone świątyniami, w których znajdują się ołtarze, służące do składania ofiar z ludzi, co było elementem prekolumbijskich obrzędów religijnych Mezoameryki. W X w. część Tolteków opuściła Tulę – prawdopodobnie na skutek konfliktów wewnętrznych.
Państwo Tolteków przetrwało niespełna 300 lat do czasu najazdu Cziczimeków, z zachodu i północy kontynentu w XII w. Porzuciwszy Tulę, Toltekowie powędrowali na południe, podbijając m.in. Cholulę. Część z nich dotarła na Jukatan, odciskając swoje piętno na kulturze Majów-Jukateków, niektórzy zaś dotarli aż do Gwatemali, Nikaragui i Salwadoru.

### Późny - do 1525 n.e.
Rozwój i upadek imperium Azteków.
Aztekowie (zwani też Mexikami) przybyli nad jezioro Texcoco ok. 1325 roku i zaczęli zagospodarowywać jedną ze znajdujących się na nim wysp. Wobec niewielkiej powierzchni wyspy pozyskiwali nowe miejsca pod uprawy budując pływające wyspy – tzw. chinampas – wykonane z sitowia i mułu z jeziora platformy. Założone przez siebie miasto nazwali Tenochtitlán, a w roku 1357 część plemienia osiedliła się na sąsiedniej wyspie, w mieście Tlatelolco, które zostało w końcu wchłonięte przez miasto Mexików.
Od początku Aztekowie byli traktowani przez inne ludy zamieszkujące region Doliny Meksyku z nieufnością, a nawet z otwartą niechęcią. Uważani byli za kolejny lud barbarzyńców, jak Chichimekowie. Byli jeszcze zbyt słabi, by stawić zbrojny opór, w rezultacie Tenochtitlán stał się wasalem miasta Azcapotzalco, głównego miasta imperium Tepaneków.
W 1425 roku tron w Azcapotzalco zagarnął Maxtla, uprzednio zabiwszy prawowitego następcę – swojego starszego brata Tayauha. W 1426 polecił uwięzić i zabić władcę Azteków, Chimalpopoca. Jego następca, Itzcoatl, postanowił uniezależnić się i wraz ze sprzymierzeńcami wypowiedział wojnę Azcapotzalco. Po roku ciężkich walk wojna skończyła się zwycięstwem wojsk sprzymierzonych. Tenochtitlán stało się państwem suwerennym.
Wyzwolone spod władzy Azcapotzalco, Tenochtitlán i Texcoco zawiązały sojusz, do którego niedługo później dołączyło marionetkowe państwo Tlacopan (Tacuba) stworzone przez Azteków w dawnym mieście swego suwerena, a także pomniejsze miasta-państwa Huexotzingo i Tlaxcala. Zgodnie z umową sojuszniczą do kas Tenochtitlánu i Texcoco miało wpływać po 2/5 wszelkich danin i trybutów, a pozostała 1/5 – do Tlacopanu. Dzięki temu układowi maleńkie wyspiarskie państewko przekształciło się w przywódcę największego sojuszu militarnego w całym regionie.
Autorem sukcesu był Tlacaelel, dowódca wojsk azteckich. Po zwycięstwie w 1428 roku został on mianowany Cihuacoatlem (wicekrólem) i przeprowadził konsekwentną reformę całego społeczeństwa. Stworzył mistyczną wizję Azteków jako narodu wybranego przez słońce. Był on inicjatorem spalenia lub skazania na zapomnienie wszystkich dotychczas napisanych lub zapamiętanych historii i stworzenie całej mitologii od podstaw.
Z żelazną konsekwencją palił również wszystkie księgi ludów podbitych i zastępował je wizją rzeczywistości lansowaną przez Azteków. Podbitym pozwalano na zachowanie tradycyjnego panteonu lokalnych bogów, jednak za najwyższych musieli być uznani Huitzilopochtli i jego matka Coatlicue, bogini ziemi.
Tlacaelel stał się także autorem pomysłu wojen kwietnych.

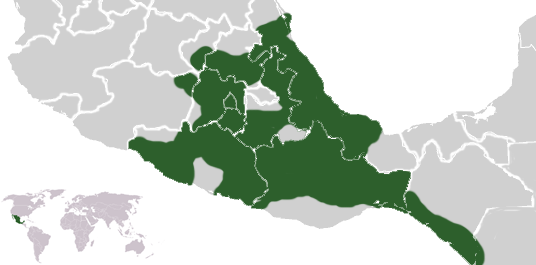
Maksymalny zasięg imperium azteckiego

Tlacaelel nigdy sam nie został wybrany tlatoanim (królem), jednak w praktyce rządził tak polityką zagraniczną, jak i wewnętrzną państwa aż do swej śmierci między 1475 a 1480 rokiem. Po nim kolejni tlatoani prowadzili dalsze podboje państw Doliny Meksyku. Dzięki składom żywności założonym przez Tlacaelela, Aztekom udało się uniknąć głodu, jaki dotknął sąsiadów w wyniku powodzi w 1449 oraz mrozów i suszy w 1450 i 1451.
Zwycięskie wojny doprowadziły do tego, że w końcu XV wieku większa część państw od północnego Meksyku aż po dzisiejszą Gwatemalę płaciła Trójprzymierzu (Tenochtitlán, Texcoco i Tlacopan) trybut w tej czy innej formie. W przeciwieństwie jednak do państw europejskich, państwo azteckie nigdy nie było scentralizowane. Z całego imperium spływały do stolicy dary i daniny, jednak na podbitych terytoriach władzę sprawowała nadal administracja lokalna.
W 1502 na tron wstąpił Montezuma II, dziewiąty tlatoani Azteków. Próbował on przeprowadzić swoistą reformę intelektualną w mieście i zmienić nieco oficjalną ideologię państwową Azteków. Sprowadzał do stolicy urzędników, artystów i poetów z innych podporządkowanych rejonów, a także złagodził politykę wobec podbitej ludności. Za jego panowania w Tenochtitlán, tuż obok wielkiej świątyni Huitzilopochtli z czasów Tlacaelela, postawiono wielką świątynię Coateocalli poświęconą wszystkim bogom.

## Konkwista
W latach 1519–1524 Hernán Cortés z oddziałem 500 żołnierzy podbił i opanował terytorium państwa Azteków. Swój sukces zawdzięczał głównie specyfice imperium azteckiego, gdzie w ramach imperium istniały miasta-państwa, które miały pewne atrybuty niepodległości (władza) i płaciły coroczny trybut władcom Trójprzymierza, oraz zbiegowi okoliczności związanemu z wierzeniami Azteków. Przybycie Corteza zbiegło się z czasem przepowiadanego powrotu bóstwa azteckiego Quetzalcoatla i za nie początkowo Cortez był brany. Fakt, iż Hiszpanie dysponowali końmi, które były wcześniej Aztekom nieznane, nie miał aż takiego znaczenia, jak się do niedawna sądziło. Przede wszystkim państwo Azteków obejmowało wiele ludów podbitych, które wcale nie chciały walczyć za Montezumę, część z nich sprzymierzyło się z najeźdźcami przeciwko Aztekom. Po stronie konkwistadorów, poza kilkuset Hiszpanami walczyło wiele tysięcy Indian.
Ostatnim tlatoani był heroiczny obrońca Tenochtitlán Cuauhtemoc, który został zamordowany przez Hiszpanów w lutym 1525 w kraju Majów-Chontal, zwanym Acalan (lub Hueymollan w języku nahuatl).
Podbój ziem zamieszkałych przez Majów trwał od 1524 do 1546 roku.
Zajęcie ziem położonych na północ od Kotliny Meksykańskiej nastąpiło w XVII w.

## Zestawienie tabelaryczne
| Okres         | Podokres I                   | Podokres II             | Podokres III                     |
| ------------- | ---------------------------- | ----------------------- | -------------------------------- |
| Preklasyczny  | Wczesny: 2000/1800 - 1000 BC | Środkowy: 1000 - 300 BC | Późny: 300 BC - 250 AD           |
| Klasyczny     | Wczesny: 250 - 600 AD        | Późny: 600 - 800/850 AD | Schyłkowy: 800/850 - 950/1000 AD |
| Postklasyczny | Wczesny: 950/1000 - 1200 AD  | Późny: 1200 - XVI w. AD |                                  |

| Okres         | Podokres I                   | Podokres II                       | Podokres III           |
| ------------- | ---------------------------- | --------------------------------- | ---------------------- |
| Preklasyczny  | Wczesny: 2000/1800 - 1000 BC | Środkowy: 1000 - 300 BC           | Późny: 300 BC - 150 AD |
| Klasyczny     | Klasyczny: 150 - VII w. AD   | Epiklasyczny: VII w. - X/XI w. AD |                        |
| Postklasyczny | Wczesny: X/XI w. - 1200 AD   | Późny: 1200 - XVI w. AD           |                        |